# إدوين إتش كنوبف
إدوين إتش كنوبف (بالإنجليزية: Edwin H. Knopf)‏ هو منتج أفلام وكاتب سيناريو ومخرج أمريكي، ولد في 11 نوفمبر 1899 في نيويورك في الولايات المتحدة، وتوفي في 27 ديسمبر 1981 في برينتووود في الولايات المتحدة.

## وصلات خارجية
- إدوين إتش كنوبف على موقع IMDb (الإنجليزية)
- إدوين إتش كنوبف على موقع ألو سيني (الفرنسية)
- إدوين إتش كنوبف على موقع ميوزك برينز (الإنجليزية)
- إدوين إتش كنوبف على موقع أول موفي (الإنجليزية)
- إدوين إتش كنوبف على موقع قاعدة بيانات برودواي على الإنترنت (الإنجليزية)
- إدوين إتش كنوبف على موقع قاعدة بيانات برودواي على الإنترنت (الإنجليزية)
- إدوين إتش كنوبف على موقع قاعدة بيانات الأفلام السويدية (السويدية)
- إدوين إتش كنوبف على موقع قاعدة بيانات الفيلم (الإنجليزية)
- إدوين إتش كنوبف على موقع كينوبويسك (الروسية)